# Independencia financiera
La independencia financiera o libertad financiera se puede definir como la capacidad de un individuo de cubrir todas sus necesidades económicas sin que para ello tenga que realizar ningún tipo de actividad. Es la traducción del inglés financial independence y financial freedom, respectivamente, y su uso se ha generalizado a raíz de la publicación en 1997 del superventas Padre Rico, Padre Pobre por el autor hawaiano Robert Kiyosaki. 
Relacionado con la libertad financiera se utiliza el término «ingreso pasivo» como aquella fuente de ingreso que no requiere de actividad para recibirla por parte del beneficiario.

## Ingresos pasivos
A diferencia de los ingresos activos, como pueden ser los ingresos por tiempo (donde se intercambia un sueldo a cambio de una jornada laboral de una duración determinada) o los ingresos por resultado (donde se compensa económicamente según la consecución de determinados objetivos), los ingresos pasivos no requieren de la presencia física del trabajador para producirse. Una vez creado el sistema pasivo, seguirá proporcionando beneficios sin que resulte imprescindible la intervención de su autor.
Algunas de las fuentes de ingresos pasivos más conocidas son:
- Intereses generados en cuentas bancarias o depósitos.
- Dividendos de acciones, bonos, o algún vehículo financiero similar.
- Renta procedente de alquiler de bienes inertes.
- Propiedad intelectual (regalías por patentes).
- Negocios en línea pasivos, como sistemas de afiliación o ventas automatizadas por Internet.
- Ingresos procedentes de derechos de autor, como royalties por las ventas de merchandising o creaciones audiovisuales.